# Pomieczyno Małe
Pomieczyno Małe (Pomieczyno Królewskie) (kaszb. Kroléwsczé Pòmiéczëno) – nieoficjalny przysiółek wsi Pomieczyno w Polsce położona w województwie pomorskim, w powiecie kartuskim, w gminie Przodkowo.
Miejscowość jest częścią sołectwa Pomieczyno.
W latach 1975–1998 miejscowość administracyjnie należała do województwa gdańskiego.